# قائمة زملاء الجمعية الملكية المنتخبين في 1920
هذه الصفحة تعرض قائمة زملاء الجمعية الملكية المُنتخبين لعام 1920.None

## الزملاء
- Cargill Gilston Knott [الإنجليزية]‏
- John William Watson Stephens [الإنجليزية]‏
- روبرت بروم
- هنري بلومر [الإنجليزية]‏
- Arthur Prince Chattock [الإنجليزية]‏
- Robert Cyril Layton Perkins [الإنجليزية]‏
- Frederick Lindemann, 1st Viscount Cherwell [الإنجليزية]‏
- Edward Provan Cathcart [الإنجليزية]‏
- توماس مرتون
- أرثر وليام هيل